# Dodge 300
Le Dodge 300 est un camion cab over de service moyen à lourd construit par la branche britannique de Dodge à son usine de Kew de 1957 jusqu'au milieu des années 1960. Il a remplacé l'ancien camion Dodge 100 "Kew" (surnommé « Parrot-Nose ») et a été lui-même remplacé par le Dodge 500 conçu par Ghia qui est apparu à la fin de 1964. À la suite du retrait du 300, l'usine de Dodge à Kew a été fermée alors que la production a été transférée à Dunstable.

## Conception
Des modèles de camions et de tracteurs étaient disponibles, ainsi qu'un modèle à quatre roues motrices à usage militaire. La gamme de poids offerte allait de 5 100 à 9 100 kg, les modèles de tracteurs étant prévus pour 10 200 ou 12 200 kg. La plupart des Dodge 300 ont reçu des moteurs diesel de Perkins.
La conception de la cabine Motor Panels utilisée était partagée avec Leyland et Albion. On l'appelle donc souvent la cabine «LAD» (Leyland-Albion-Dodge).

## Modèles de bus
Une variante de bus du Dodge 300 a été développée au début des années 1960, mais seulement huit ont été construits. Un prototype, modèle S306, avec un moteur Leyland et une carrosserie de bus Weymann a été construit en 1962 (immatriculé 2498PK), suivi du modèle S307 avec moteur Perkins et carrosserie de bus Marshall en 1964 (immatriculé 3033PE). Ceux-ci ont été utilisés comme appareil de démonstration par Dodge, mais les seules commandes qui en ont résulté concernaient six modèles S307 avec des carrosseries Strachans qui ont été livrés à Rickards de Brentford plus tard en 1964 (immatriculé AYV93B à AYV98B).

## Modèles de 1972-1982
À partir de 1972, une nouvelle série de camions lourds Dodge 300 a été vendue au Royaume-Uni. Ceux-ci étaient fabriqués en Espagne par la filiale espagnole de Chrysler et comprenaient un tracteur de 38 tonnes et quatre, six ou huit roues. Les ventes ont bien décollé et le modèle n'a été abandonné qu'en 1982, bien après que Renault Véhicules Industriels ait pris le contrôle des opérations de camions de Chrysler Europe.